# Liste de ponts du Calvados

## Ponts de longueur supérieure à 100 m
Les ouvrages de longueur totale supérieure à 100 m du département du Calvados sont classés ci-après par gestionnaires de voies.
- Viaduc de la Souleuvre (364,20 m) (pour mémoire, étant détruit)

### Routes nationales
- Pont de Normandie (2 143,21 m)
- Viaduc de Calix (boulevard périphérique de Caen) (1 200 m)

## Ponts de longueur comprise entre 50 m et 100 m
Les ouvrages de longueur totale comprise entre 50 et 100 m du département du Calvados sont classés ci-après par gestionnaires de voies.

### Routes départementales

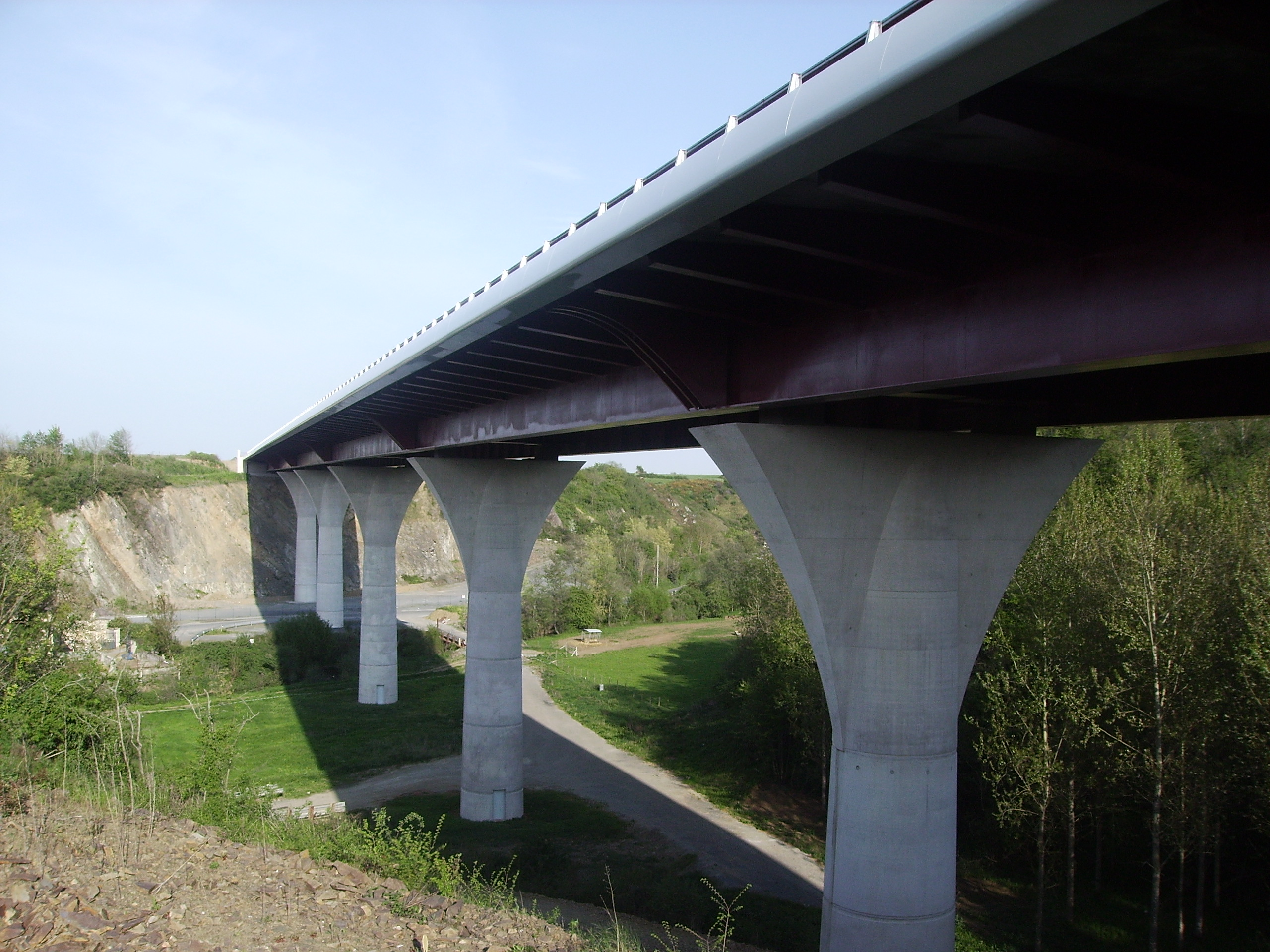
Viaduc de la Laize

D 562 : Viaduc de la Laize

## Ponts présentant un intérêt architectural ou historique
Les ponts du Calvados inscrits à l’inventaire national des monuments historiques sont recensés ci-après.
- Pegasus Bridge - Bénouville - XXe siècle
- Pont - Asnelles - XIXe siècle
- Pont de Reviers - Banville - XVIIe siècle ; XVIIIe siècle
- Pont de Sully - Castillon, Vaubadon
- Grand Pont et Petit Pont - Colombiers-sur-Seulles - XVIIIe siècle
- Pont - Grimbosq - XIXe siècle
- Pont - Le Manoir - XIXe siècle
- Pont du Bigard - Le Manoir - XIXe siècle
- Pont - Morteaux-Coulibœuf - XIXe siècle
- Pont du Bactot - Moulines - XIXe siècle
- Pont - Pont-d'Ouilly - XIXe siècle
- Pont - Port-en-Bessin-Huppain - XVe siècle
- Pont - Ryes - XVIIIe siècle
- Pont de Vaux - Vaux-sur-Aure - XVIIIe siècle ; XIXe siècle
- Pont - Vienne-en-Bessin - XVIIIe siècle ; XIXe siècle
- Viaduc de Clécy - Clécy ; XIXe siècle
- Viaduc de la Fouillerie - Le Mesnil-Villement ; XIXe siècle
- Viaduc de Rapilly - Rapilly ; XIXe siècle

### Autres ponts historiques
- Pont du Taureau (Carville, La Ferrière-Harang) : sa prise fut un épisode vital lors de l'opération Bluecoat